# Dendrophyllia suprarbuscula
Dendrophyllia suprarbuscula är en korallart som beskrevs av Ogawa och Takahashi 2000. Dendrophyllia suprarbuscula ingår i släktet Dendrophyllia och familjen Dendrophylliidae. Inga underarter finns listade i Catalogue of Life.